# Margaritopsis triflora
Margaritopsis triflora är en måreväxtart som beskrevs av Ignatz Urban. Margaritopsis triflora ingår i släktet Margaritopsis och familjen måreväxter.
Artens utbredningsområde är Haiti. Inga underarter finns listade i Catalogue of Life.